# Coito programado
El coito programado es una técnica de reproducción indicada para parejas que no consiguen el embarazo y que no tienen diagnosticada esterilidad o cuya esterilidad se debe a una causa desconocida.  
Se trata de una técnica de baja eficacia que suele proponerse a parejas jóvenes (menores de 35 años) con poco tiempo de infertilidad (menos de 6 meses) y con poca ansiedad. El coito programado es un método recurrente cuando, por motivos morales o religiosos, la pareja no desea la inseminación artificial (IA) ni la fecundación in vitro (FIV).  
La tasa de embarazo del coito programado es baja, menor al 10%  

## ¿En qué consiste el coito programado?
Esta técnica de reproducción asistida consiste en sincronizar la ovulación de la mujer con las relaciones sexuales. A pesar de ser recomendable para parejas con una buena calidad de semen (más de 3 millones de espermatozoides móviles recuperados), para mujeres con al menos una trompa de Falopio permeable, y para parejas jóvenes, esta técnica no es del todo aconsejable puesto que se pierde la excitación sexual y la espontaneidad de las relaciones. 
Con la excitación sexual aumenta la cantidad de espermatozoides y su calidad (tienen una mejor movilidad), por lo que aumentan las posibilidades de fecundación. En la mujer, la excitación sexual favorece el orgasmo, fase en la que se producen contracciones uterinas y de las trompas de Falopio que favorecen el desplazamiento de los espermatozoides hasta la zona de fecundación. Por tanto, programar el acto sexual puede conllevar a una disminución de las probabilidades de embarazo.
En cualquier caso, si se hace coincidir el momento de la ovulación con las relaciones sexuales, hay que tener en cuenta que el óvulo sobrevivirá 24 horas. Por tanto, el espermatozoide únicamente dispondrá de este tiempo para alcanzar el óvulo y fecundarlo para dar lugar al embarazo.
Si la mujer no consiguiera quedar embarazada tras este método, el siguiente paso sería optar por  una inseminación artificial conyugal (IAC).

## Tipos
- Ciclo natural: no se administran medicamentos, solo hay un control del crecimiento folicular mediante ecografías. El momento del coito viene determinado por el pico de LH endógeno que tiene lugar 24 horas antes de la ovulación espontánea. Para conocer en qué momento se produce el pico de LH, se debe medir de forma seriada su concentración a partir del noveno día tras la menstruación (kit de orina o en sangre).

- Ciclo natural con inducción de la ovulación: Se lleva a cabo con el objetivo de evitar el pico de LH endógeno; por ello, se inyectan intravenosamente 5000 UI de hCG en el momento en el que se comprueba, mediante ecografía, la existencia de un folículo maduro ovulatorio. La hCG es reconocida por los receptores de la LH, de manera que desencadena la misma repuesta que esta; provoca y mantiene la luteinización. Se podría administrar directamente LH, pero la hCG se consigue más fácilmente purificándola en la orina de mujeres embarazadas; se elimina más lentamente, y su actividad biológica es mayor (se requieren menos unidades). La ovulación se produce 36 horas después de la administración de hCG.

- Estimulación ovárica controlada: Con esta inducción y estimulación de la ovulación se intenta aumentar las posibilidades de gestación gracias al aumento de la calidad y número de ovocitos maduros disponibles. En este caso, al igual que ocurre en la estimulación ovárica para la IA o para la FIV, es importante controlar el crecimiento folicular ecográficamente y reducir al máximo la probabilidad de un embarazo múltiple.[2]

## Hiperestimulación ovárica controlada
Es indispensable, para obtener éxito con estos tratamientos, realizar una estimulación folicular, a fin de obtener poliovulación (ovulación múltiple), aunque los estudios de perfiles hormonales funcionales del ovario no presenten indicio alguno de un problema de salud, debido a que al liberar varios óvulos será mayor la probabilidad de embarazo, aunque esto incrementa el riesgo de embarazo múltiple. En condiciones fisiológicas, la hormona producida para inducir la ovulación es la LH (hormona luteinizante). Sin embargo, debido al alto coste del tratamiento con esta hormona, en clínica se emplea una hormona con subunidad alfa común: la HCG. 
Durante la aplicación de las hormonas estimulantes del ovario se debe realizar un seguimiento ultrasonográfico del ovario, para determinar el día y la hora de la ovulación, ya que también es indispensable la coincidencia entre ovulación y el momento de la IIU, para lograr el embarazo. Las tasas de embarazo son superiores cuando se emplea HOC y menos cuando se emplea en el ciclo natural, en el que se produce un solo óvulo.
Por tanto, para realizar una correcta estimulación ovárica controlada, hay que hacer dos cosas: suprimir la secreción de la GnRH endógena (lo que conlleva a la supresión de la secreción de las gonadotropinas) y suministrar gonadotropinas exógenas, que estimularán la ovulación de forma controlada.

### Supresión de la secreción de las GnRH
La hormona liberadora de gonadotropinas (GnRH o LHRH) es un polipéptido de diez aminoácidos con una vida media muy corta. Esto se debe a que, entre los aminoácidos 5-6 y 6-7, suelen darse cortes por endopeptidasas que degradan esta proteína. La modificación del aminoácido de la posición 6 lo hace insensible a estas peptidasas específicas, y en eso se basa el diseño de algunos de sus antagonistas. Para la supresión hipofisiaria de las GnRH, hay dos opciones: los agonistas de la GnRH y los antagonistas de la GnRH.
- Agonistas: se unen al receptor de la GnRh y tienen un efecto activador inicial (flare-up) y luego bloquean reversiblemente la liberación de gonadotropinas. Presentan, por tanto, un efecto supresor a largo plazo.
- Antagonistas: se unen a los receptores de la GnRH y lo bloquean reversiblemente, sin activarlo. Presentan, por tanto, un efecto supresor inmediato.

## Medicamentos supresores
- Antagonistas: Ganirelix y cetrorelix: inyección que contiene un decapéptido sintético con una alta actividad de unión competitiva a los receptores de la GnRH. Se diferencian del decapéptido en un aminoácido.
- Agonistas:
  - Leupron: es un nonapéptido análogo de la GnRH o LHRH. El análogo posee mayor potencia que la hormona natural. Su nombre químico es: 5-oxo-L-propil-L-histidil-L-triptofil-L-seril-L-tirosil-D-leusil-L-leusil-L-argynil-N-etil-L-acetato de prolinamida (sal). LUPRON Depot viene en microesferas liofilizadas que, al mezclarse con el diluyente, forman una suspensión para ser administrada por vía intramuscular una vez al mes.
  - Zoladex: es un agonista de la LHRH. Contiene el principio activo goserelina y un copolímero láctido-glicólido. Afecta los niveles de diferentes hormonas: en los varones, reducirá los niveles de la hormona masculina, testosterona, y en las mujeres, los de la hormona femenina, estrógeno. Está indicado en determinadas patologías prostáticas (varones), mamarias (mujeres premenopáusicas y perimenopáusicas), en casos de presencia de alteraciones ginecológicas o (en combinación con otros fármacos) para controlar la liberación de óvulos del ovario como parte de un tratamiento para la infertilidad.
  - Suprefact: contiene buserelina, un análogo natural de la gonadorelina (GnRH, HLH-RH).

Otros agonistas son Supprelin, Synarel, Gonapeptyl y Decapeptyl.

### Suministro de gonadotropinas exógenas
Existen múltiples medicamentos estimulantes de la ovulación: el citrato de clomifeno, las menotropinas y las hormonas obtenidas por medio de técnicas recombinantes, como la FSH-recombinante y los análogos de la GnRH.

## Hormonas recombinantes
Lo más utilizado son las hormonas recombinantes, ya que, por su alto grado de purificación, el éxito del tratamiento está casi asegurado en pacientes bien estudiadas; son fáciles de aplicar, sus efectos colaterales son mínimos y la calidad de los óvulos y de los embriones obtenidos es mayor que utilizando menotropinas o clomifeno. Hasta antes de la incorporación de las gonadotropinas, se utilizaba de forma habitual el citrato de clomifeno, un medicamento barato que se absorbe rápidamente por vía oral, pero después comenzó a evitarse su uso, puesto que produce muchos efectos secundarios: molestias (sofoco, visión, náuseas y vómitos) y efectos antiestrogénicos sobre el endometrio y el moco cervical. Su uso de manera no controlada provoca gestaciones múltiples.
Generalmente la FSH-r se aplica con jeringas de insulina por vía subcutánea en la grasa alrededor del ombligo, donde resulta menos dolorosa; además la misma paciente puede inyectarse fácilmente. También puede aplicarse en la cara externa del brazo o en la región glútea. Las ampolletas se venden en diferentes presentaciones: desde 50 hasta 600 UI. Generalmente se inicia con una dosis baja de 50 a 100 UI diarias en las mujeres que reciben tratamiento por primera vez, y cada 3 a 4 días se realiza un seguimiento folicular por medio de ultrasonido, para medir el número y tamaño de los folículos en cada ovario y el grosor endometrial.
Esta vigilancia es de suma importancia, ya que por un lado permite regular la dosis de hormona aplicada para evitar la hiperestimulación ovárica (y, por ende, los embarazos múltiples) y, por el otro, permite detectar problemas de baja respuesta, ya que, si no hay desarrollo folicular para el sexto día de estimulación, los ciclos deberán cancelarse, pues sin folículos no hay óvulos y, si no hay óvulos, el embarazo resultará imposible.
Cuando, por medio de ultrasonidos, se detectan 2 a 3 folículos de 18 a 20 mm de diámetro, es el momento oportuno para aplicar una hormona llamada GCH (gonadotropina coriónica humana) en dosis de 10000 UI, por vía intramuscular. La función de esta hormona es programar la ruptura folicular y la liberación de los óvulos, que generalmente ocurre 36 horas después de la aplicación. Con este medicamento se puede controlar el día y la hora de la ovulación, para poder programar la inseminación.
Esta hormona también utiliza en su forma recombinante; sin embargo, su alto costo ha limitado su uso generalizado.

## Medicamentos estimuladores
Algunos análogos hormonales que se administran por vía subcutánea como gonadotropinas exógenas son:
- Fostipur: contiene urofolitropina (FSH altamente purificada). Se presenta en polvo en un vial y lleva el disolvente en una ampolla. Ambos se utilizan para preparar su inyección. Este medicamento debe utilizarse bajo estricto control médico. Se obtiene de la orina tras una ultrapurificación.
- Gonal: se trata de un vial multidosis que contiene folitropina alfa, hormona foliculoestimulante humana recombinante. El tratamiento con gonal debe iniciarse bajo la supervisión de un médico con experiencia en el tratamiento de los problemas de la fertilidad.
- Puregon: solución inyectable que contiene la sustancia activa folitropina beta, producida por tecnología de ADN recombinante, utilizando una línea celular de ovario de hámster chino transfectada con genes de las subunidades de FSH humana. La secuencia primaria de aminoácidos es idéntica a la de la FSH humana natural. Se sabe que existen pequeñas diferencias en la estructura de la cadena de carbohidratos.
- Luveris: vial que contiene lutropina alfa (hormona luteinizante humana recombinante (LH)). La lutropina alfa se produce en células de ovario de hámster chino (CHO), modificadas por ingeniería genética.

## Ventajas e inconvenientes
Como cualquier tratamiento de reproducción asistida, el cotito programado tiene ventajas y desventajas. Por ejemplo, el coito programado es una técnica poco invasiva y su precio es inferior en comparación con otros tratamientos reproductivos. Este método únicamente requiere el control ecográfico y analítico junto con el coste de la medicación necesaria si se lleva a cabo mediante estimulación ovárica. Además, las relaciones sexuales programadas suponen menos estrés que otro tratamiento de fertilidad. 
En cambio, las situaciones en las que se aconseja el coito programado son escasas. Además, la probabilidad de embarazo no es elevada y se requiere una buena calidad del semen.